# دنیل اسلاس
دنیل اسلاس (انگلیسی: Daniel Sloss؛ زادهٔ ۱۱ سپتامبر ۱۹۹۰) کمدین اسکاتلندی زاده انگلستان است. علت شهرت وی موفقیت در عرصه کمدی استدآپ در سنین بسیار پایین است به طوری که در سن ۱۹ سالگی جوانترین کمدینی بود که در وست اند لندن توانست برنامه اجرا کند. اسلاس در برنامه کانن اوبراین حضور زیادی دارد.